# Cornelis de Bruijn
Cornelis de Bruijn o Bruyn (L'Aia, 1652 – 1726 o 1727) è stato un pittore, scrittore e viaggiatore olandese.

## Biografia

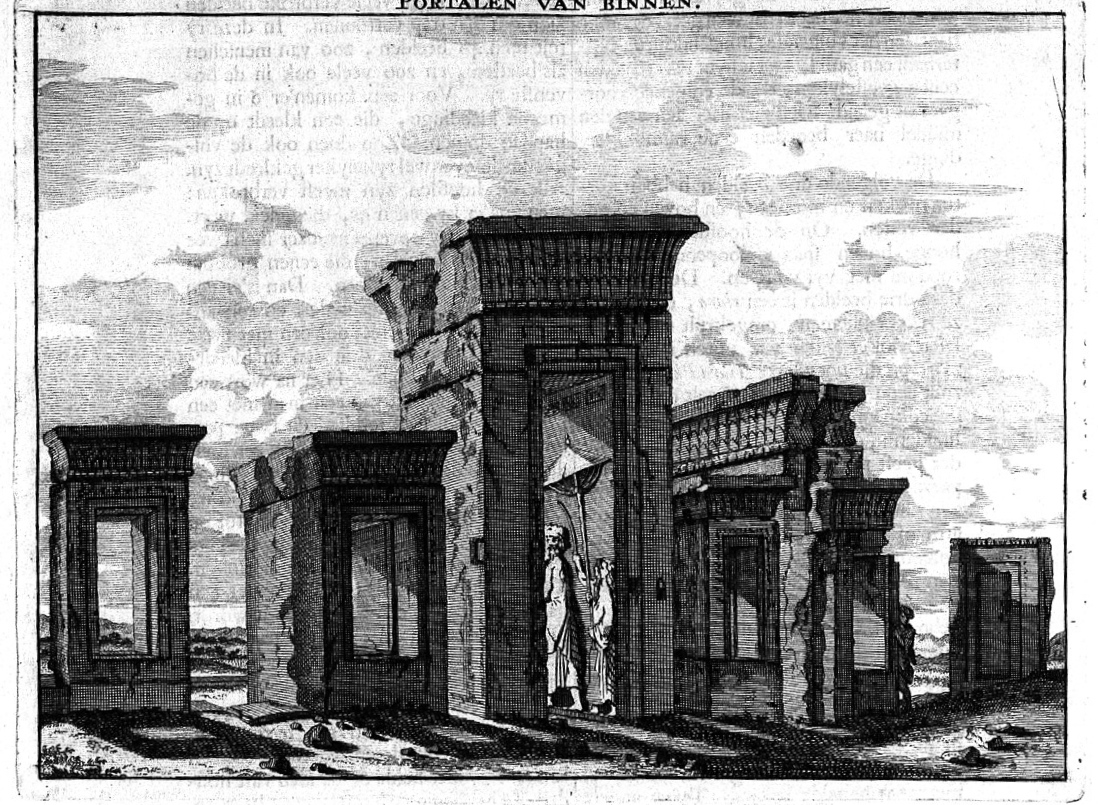
Persepoli (1704)

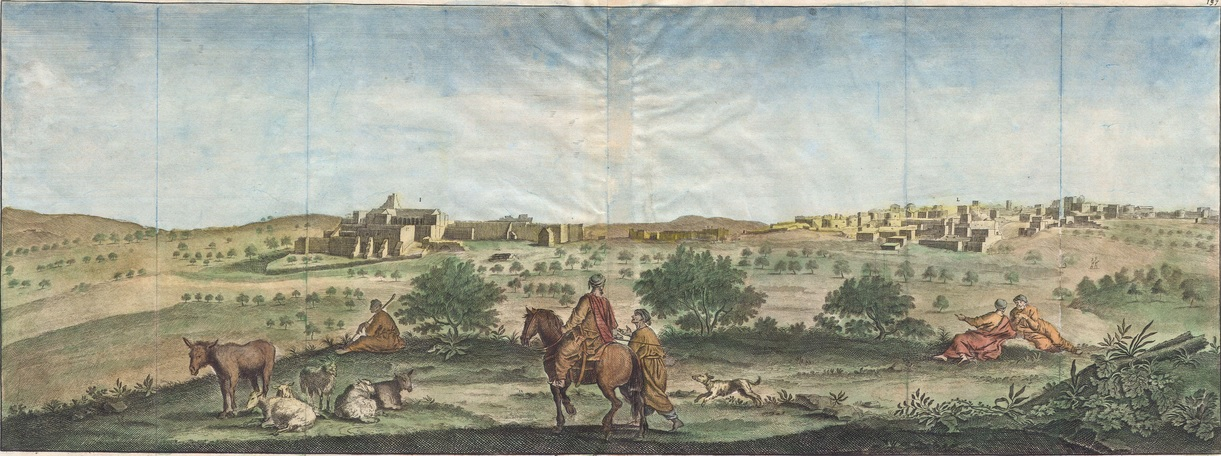
Veduta di Betlemme (1698)

Le uniche informazioni attendibili relative al periodo giovanile di quest'artista si trovano nei resoconti della Gilda dei pittori de L'Aia, secondo cui Cornelis de Bruijn seguì l'apprendistato presso il pittore Theodor van der Schuer nel 1674. Di questo periodo non restano opere.
Nello stesso anno Cornelis partì per il suo primo lungo viaggio in Medio Oriente, a cui ne seguì un secondo circa ventisette anni dopo. Durante questi viaggi eseguì centinaia di disegni e dipinti, dei quali non restano che pochi originali. Tuttavia, della maggior parte di questi furono eseguite delle incisioni per illustrare i resoconti degli itinerari seguiti.  Inoltre de Bruijn collezionò oggetti di svariata natura, come piante essiccate, animali imbalsamati o conservati sotto alcool, fossili, minerali e manufatti umani, come antiche monete, statue egizie, frammenti di sculture, miniature orientali e cimeli della Terra santa. Tra questi ultimi, i ritrovamenti più importanti furono un rilievo, alcuni frammenti di sculture e un certo numero di tavole con iscrizioni cuneiformi provenienti da Persepoli. Al suo ritorno a L'Aia vendette questi souvenirs. Eseguì anche annotazioni e prese misure accurate dei monumenti visitati.
Tutte queste informazioni furono pubblicate in due resoconti voluminosi e riccamente illustrati: Travels of Cornelis de Bruijn throught the most renown parts of Asia minor, the islands Scio, Rhodus, Cyprus, Metelino, Stanchio etc (1698) e Travels into Muscovy, Persia and East Indies (1711). Questi volumi furono pubblicati in parecchie edizioni e tradotti in francese e inglese.

### Primo viaggio (1674-1693)
Nell'ottobre 1674, Cornelis de Bruijn lasciò L'Aia e, come usuale nel XVII secolo, raggiunse l'Italia, in particolare Livorno e Roma, per completare la sua istruzione di pittore. Qui rimase quasi quattro anni entrando a far parte della Schildersbent, il cui rituale di iniziazione descrisse nei suoi racconti. 
Ma, come scrisse lo stesso artista, visitare l'Italia gli fece desiderare maggiormente di vedere altri paesi lontani.
Perciò il 10 giugno 1678, salpò dal porto di Livorno per Smirne, dove giunse il 18 luglio dopo aver toccato varie isole greche. Visitò le rovine di Efeso. Il primo luglio 1679 raggiunse Istanbul per terra e vi rimase per un anno. Ritornò poi a Smirne per nave, fermandosi a visitare la zona dove si supponeva sorgesse la città di Troia. L'11 febbraio 1681 raggiunse l'Egitto via Scio e Rodi.
Alla fine di marzo arrivò a Damietta e viaggiando sul Nilo al Cairo. Con il console veneziano visitò le piramidi, entrando in quella di Cheope. Successivamente si spostò ad Alessandria d'Egitto. Il 21 luglio 1681 ormeggiò nel porto di Giaffa e il 17 ottobre raggiunse Gerusalemme passando per Rama. Visitò i luoghi sacri dentro e attorno a Gerusalemme e Betlemme e il 26 novembre fu di ritorno a Giaffa per imbarcarsi per Tripoli. Durante il viaggio visitò il Monte Libano e i suoi famosi cedri e pernottò nel monastero del patriarca d'Antiochia.
Trascorse a Tripoli tutto l'inverno e tre mesi più tardi visitò Nazaret, il Lago di Tiberiade e il Monte Tabor. Alla fine di aprile del 1682 partì per Aleppo in carovana e vi rimase per quasi un anno. Il 10 aprile 1683 si imbarcò per Cipro dal porto di Alessandretta. Dopo aver visitato l'isola per circa un mese raggiunse Antalia e poi Smirne per terra. Il 25 ottobre 1684 de Bruijn lasciò il territorio ottomano.
Tuttavia, dopo sei anni in Oriente e dieci lontano da casa, non ritornò subito nei Paesi Bassi, ma decise di visitare Venezia e di restarvi per un po' di tempo per migliorare le sue abilità nel campo della pittura, divenendo apprendista presso il maestro Johann Carl Loth. Infine ritornò a L'Aia il 19 marzo 1693.
I disegni, acquerelli e dipinti ritraenti monumenti, città, persone, piante e animali provocarono molta ammirazione, di conseguenza de Bruijn decise di pubblicare a proprie spese il resoconto del suo primo viaggio riccamente illustrato da oltre duecento incisioni. Questo libro ottenne un grande successo e fu seguito subito da traduzioni, in francese nel 1700 e in inglese nel 1702. Negli ultimi mesi del 1700 si recò in Inghilterra, probabilmente per discutere della pubblicazione dell'edizione inglese del suo libro.
Il testo del resoconto fu scritto utilizzando, oltre alle proprie annotazioni, anche il lavoro di altri viaggiatori, in particolare di Jean de Thévenot, autore del Voyage au Levant del 1664, che Cornelis portò con sé durante il proprio viaggio, assieme all'itinerario di Pietro Della Valle (1650).

### Secondo viaggio (1701-1708)
Nonostante i diciannove anni passati in Italia e in Medio Oriente, il desiderio di viaggiare non venne meno e Cornelis de Bruijn decise di progettare un nuovo itinerario con Persepoli come principale destinazione. Il primo agosto 1701 si imbarcò per Arcangelo. Il 21 dicembre si unì ad un convoglio di mercanti che viaggiavano in slitta verso Mosca, dove rimase dal 24 febbraio al 2 aprile 1703. Lettere di raccomandazione di Nicolaes Witsen, mercante e sindaco di Amsterdam, gli permisero di incontrare Pietro il Grande in parecchie occasioni. Lo zar ammirò il lavoro di de Bruijn e gli commissionò i ritratti delle nipoti.
Lasciata Mosca, si diresse a Esfahan, navigando lungo il Volga e il Mar Caspio, dove giunse nel novembre 1703. Dopo essere rimasto in questa città per quasi un anno, si recò a Persepoli. Impiegò circa tre mesi per eseguire i disegni e descrivere accuratamente le rovine dell'antico complesso di palazzi Achemenide. Ancor oggi è visibile la sua firma lasciata su uno dei monumenti.
Dalla Persia proseguì il suo viaggio per Bandar Abbas, lo Sri Lanka e infine Batavia nelle Indie Olandesi dove arrivò nel febbraio 1706.
Nell'agosto dello stesso anno ritornò in patria seguendo lo stesso tragitto.
Giunto nei Paesi Bassi nell'ottobre 1708, de Bruijn iniziò la preparazione del suo secondo libro Travels into Muscovy, Persia and East Indies, che fu pubblicato nel 1711 riccamente illustrato da circa 300 incisioni. Nel 1718 uscì la sua prima traduzione in francese e nel 1720 quella in inglese.
Il resoconto di de Bruijn provocò delle discussioni: Gisbert Cuper osservò notevoli differenze tra le descrizioni e i disegni di Persepoli eseguiti dall'artista e quanto affermato recentemente nell'opera di Jean Chardin e Engelbert Kaempfer. Questo fatto indusse de Bruijn a pubblicare nel 1714 un volume intitolato Aenmerkingen.

## De Bruijn e l'Oriente
Durante i suoi viaggi, Cornelis de Bruijn dovette scontrarsi con la diversa visione dell'arte dei popoli orientali rispetto agli europei. Secondo l'artista, che non distingueva le sottili differenze tra le concezioni dei vari paesi islamici, le arti figurative furono sempre proibite nell'Impero ottomano e invece permesse in Persia. Egli cercò di trovare una motivazione della proibizione dell'arte nel mondo ottomano: essa era causata dalla credenza da parte dei musulmani ottomani che alla fine dei tempi ogni rappresentazione avrebbe ricevuto un'anima da Dio e sarebbe divenuta viva. In quel momento i realizzatori di ogni rappresentazione, si sarebbero posti alla stessa altezza del Creatore e perciò sarebbero stati severamente puniti.
De Bruijn però si rese conto che tutto questo non comportava disinteresse degli Ottomani e degli Arabi nei confronti dell'arte, in particolare per i ritratti femminili, però nessuno comprava le sue opere.
Agli Ottomani era permesso possedere dipinti rappresentanti paesaggi e nature morte con fiori, tuttavia non c'era mercato per questo genere di opere, dal momento che non era loro consuetudine decorare le case con dipinti.
Nell'Impero ottomano i pittori occidentali non avevano vita facile, perché le autorità sospettavano che l'interesse degli artisti nei confronti delle loro città e fortezze fosse dovuto esclusivamente a ragioni strategiche. De Bruijn affermò che le autorità ottomane avrebbero potuto condannarlo a morte, se fosse stato sorpreso a ritrarre edifici di interesse strategico, perciò nella prefazione del resoconto del suo primo viaggio, scrisse che le illustrazioni erano state realizzate a rischio della sua stessa vita.
Di conseguenza l'artista dovette operare con molta attenzione; non poteva dipingere vedute delle città apertamente. Ad esempio, eseguì schizzi della fortezza di Rodi su piccoli pezzi di carta per poi lavorarci successivamente a bordo della sua nave. Per lo stesso motivo, eseguì vedute della città di Antalia nascosto sul tetto del consolato francese.
Comunque la paura delle autorità ottomane non era senza ragione dal momento che de Bruijn effettuava vedute molto particolareggiate, ritraendo persino i cannoni delle fortificazioni. Infatti il generale Zas van Bossche comprò diciotto copie del suo primo resoconto.
D'altro canto in Persia esisteva maggior libertà per gli artisti ed era consuetudine dei Persiani decorare le loro case con dipinti. Perciò, fin dai primi contatti tra i Persiani e il mondo occidentale, questi mostrarono grande interesse per l'arte occidentale, che giocò anche un importante ruolo nei contatti diplomatici tra la VOC e la corte persiana. Persino prima dell'arrivo della prima delegazione della VOC nel 1623 c'era un pittore olandese alla corte safavide, Jan van Hasselt. Questi agì come mediatore tra le varie delegazione della VOC e la corte persiana e per due volte fu inviato dallo Shah nei Paesi Bassi con una delegazione.
Durante il XVII secolo vi furono vari pittori olandesi alla corte persiana, tra questi il più importante fu Philips Angel II.
Al tempo della visita di de Bruijn ad Isfahan, l'interesse persiano per l'arte occidentale era ancora grande, tanto che uno dei pittori di corte persiani era impegnato nella copia di un album olandese di acquerelli rappresentanti fiori. De Bruijn stesso rimase sorpreso di trovare in questa città colori ad olio olandesi. Inoltre menzionò un altro pittore olandese chiamato Dionys, che pare avesse eseguito per lo Shah un dipinto di soggetto storico e non fosse stato pagato.
Secondo de Bruijn, i persiani decoravano le loro case con dipinti ed erano sempre pronti ad accettarne in regalo, ma molto meno ad acquistarli soprattutto se costosi. Esistevano anche collezionisti di libri illustrati. Perciò de Bruijn metteva in guardia i pittori olandesi dal pensare di poter fare fortuna in Persia. Da ciò si desume come il mercato dell'arte europea fosse in queste zone meno attivo che non nella prima metà del XVII secolo e che tutti i disegni e i dipinti realizzati dall'artista non erano rivolti al mercato orientale, bensì a quello occidentale.

## Necessità di illustrazioni affidabili
Non avendo a disposizione un mezzo quale la fotografia, i viaggiatori, che in generale non avevano studiato pittura, non erano in grado di effettuare schizzi attendibili di quanto vedevano. Spesso le illustrazioni dei libri di viaggio erano eseguite al ritorno da incisori che dovevano realizzarle a partire dalla descrizione dei luoghi fatta dai visitatori. Questo era un compito difficile perché spesso il viaggiatore doveva descrivere monumenti o qualsivoglia altro oggetto di aspetto molto diverso da ciò che conosceva.
Perciò gli studiosi europei e gli amatori erano alla ricerca di illustrazioni accurate e attendibili di posti esotici e lontani. De Bruijn, ben conscio di queste richieste, si avvalse di incisori che riportarono su tavole di rame i numerosissimi disegni da lui eseguiti in Oriente.
Egli, nella prefazione a Traveles of Cornelis de Bruijn throught the most renown parts of Asia minor etc, assicurò il lettore che le incisioni nel suo libro erano più attendibili di quanto lo fossero quelle riportate in altri resoconti di viaggi e nella prefazione del suo secondo libro affermò quanto fosse per lui importante l'attenersi scrupolosamente alla realtà.

## Conclusioni
L'importanza dei libri di Cornelis de Bruijn risiede nell'accuratezza delle sue descrizioni e soprattutto dei suoi disegni, in rapporto con quanto pubblicato nella stessa epoca.
De Bruijn stesso affermò che il non discostarsi in alcun modo dalla verità era da lui considerato come legge. 
I suoi lavori accrebbero la conoscenza europea dei popoli stranieri, della flora, della fauna e degli antichi monumenti, in particolare quelli di Persepoli.

## Pubblicazioni
- Reizen van Cornelis de Bruyn door de vermaardste Deelen van Klein Asia, de Eylanden Scio, Rhodus, Cyprus, Metelino, Stanchio ecc. Mitsgaders de voornamste steden van Aegypte, Syrien en Palestina. Verrijkt met meer als 200 kopere konstplaaten, vertoonende de beroemdste landschappen, steden ecc. Alles door den autheur self na het leven afgetekend , Delft, 1698  (in inglese Traveles of Cornelis de Bruijn throught the most renown parts of Asia minor, the islands Scio, Rhodus, Cyprus, Metelino, Stanchio etc)
- Cornelis de Bruins Reizen over Moskovie, door Persie en Indie: verrykt met driehondert konstplaten, vertoonende de beroemste landschappen en steden, ook de byzondere dragten, beesten, gewassen en planten, die daer gevonden worden: Voor al derzelver oudheden, en wel voornamentlyk heel uitvoerig, die van het heerlyke en van oudts de geheele werrelt door befaemde Hof van Persepolis, by de Persianen Tchilminar genaemt, Amsterdam, 1711   (in inglese Travels into Muscovy, Persia and East Indies)